# René Thom
René Frédéric Thom [rené tom] (2. září 1923, Montbéliard, Doubs – 25. října 2002, Bures-sur-Yvette u Paříže) byl francouzský matematik a filosof, který se zabýval hlavně topologií a teorií singularit a proslavil se jako zakladatel matematické teorie katastrof. Byl nositelem Fieldsovy medaile a členem Francouzské akademie věd. Zabýval se také epistemologií a Aristotelovým pojetím vědy.

## Život
Po maturitě v Besanconu studoval na Lycée Louis-Grand a pak matematiku na École normale supérieure v Paříži a roku 1951 obhájil doktorát na pařížské Sorbonně. Po studijním pobytu v USA přednášel na univerzitách v Grenoble a ve Štrasburku, kde byl roku 1957 jmenován profesorem. V letech 1956/7 a 1961 pracoval na pozvání v Institute for Advanced Study v Princetonu. Roku 1958 získal prestižní Fieldsovu medaili a od roku 1964 pracoval ve výzkumném ústavu IHES v Bures-sur-Yvette u Paříže. Roku 1974 získal vědeckou Grand Prix města Paříže a 1976 byl zvolen členem Francouzské akademie věd. René Thom byl ženatý a měl tři děti.

## Dílo
Thom se zpočátku věnoval diferenciální topologii, v 50. letech začal pracovat na teorii singularit a odtud v letech 1968–1972 vyvinul teorii katastrof, kterou považoval za příspěvek k matematickému pochopení růstu živých organismů (morfogeneze).
V posledních 20 letech života se zabýval hlavně filosofií, epistemologií a Aristotelovým pojetím věd.